# Meriam Yehya Ibrahim Ishag
Meriam Yehya Ibrahim Ishag (Gadarife, Sudão, 4 de novembro de 1987) é uma sudanesa cristã-ortodoxa, condenada à morte por enforcamento. Foi acusada de adultério, por estar em união com um homem que não é muçulmano, e também de apostasia. Meriam Ibrahim foi sentenciada à pena capital por, alegadamente, ter renunciado ao Islão e convertido ao Cristianismo. A Amnistia Internacional considera Meriam uma prisioneira de consciência. 
Meriam Ibrahim é filha de um muçulmano e de uma cristã, mas o pai abandonou a família quando era ainda criança, pelo que foi educada como cristã pela mãe, fiel da Igreja Ortodoxa da Etiópia. Mais tarde veio a casar-se com um cristão mas uma vez que o seu pai era muçulmano foi determinado que ela é legalmente muçulmana, tendo incorrido no crime de apostasia, que no Sudão é punível com a morte.
Meriam deu à luz um bebê no corredor da morte, no dia 27 de maio de 2014, onde já se encontrava com o seu filho pequeno. A partir de então, tinha dois anos para amamentar a sua filha, até ser executada. Entretanto, em 23 de junho de 2014 um tribunal do Sudão ordenou a libertação de Meriam Ibrahim.
Em 24 de julho Meriam chegou com seu marido em Roma ao caminho dos Estados Unidos, onde irá residir, e foi recebido pelo Papa Francisco em audiência papal.